# Omar Chaparro
Omar Rafael Chaparro Alvídrez (Chihuahua, 26 de noviembre de 1974) es un humorista, actor, cantante, compositor, productor, conferencista y presentador de radio y televisión mexicano.
Es conocido por crear e interpretar a sus personajes humorísticos en varios de sus programas de radio y televisión donde también fue presentador, por actuar en diversas películas tanto mexicanas como mexicoamericanas y por su doble rol protagónico en la película de comedia musical de Netflix, en homenaje a Pedro Infante, Como caído del cielo. 
Además de ser mayormente reconocido en el mundo del doblaje latino como la voz en español de "Po: El Guerrero Dragón" en la película Kung Fu Panda y sus continuaciones. 
También se consolidó como cantante y ha grabado tres discos, entre ellos, están sus destacados álbumes de estudio Me enamoré de ti y Las locuras mías; además de participar en varias bandas sonoras de las películas en donde participa.

## Carrera
Nació el 26 de noviembre de 1974 en Chihuahua, México, y antes de empezar su carrera artística, Omar fue campeón nacional de karate, estudió Administración de Empresas en la Universidad Autónoma de Chihuahua y tuvo diversos empleos, desde repartidor de pizzas, mesero, barman, hasta taquero. 
En 1996, comenzó su carrera al estrellato como comediante y presentador en su natal Chihuahua en el programa de radio Los Visitantes de la estación D95 junto con su amigo Federico "Perico" Padilla, donde creó muchos de sus famosos personajes como "La Licenciada Pamela Juanjo Lee Jones", "La 'Chole' Ramos", "Yahairo", "El Ranchero Chilo" y "La 'Yuyis' Montenegro", entre otros. Debido al éxito de este programa de radio, fue invitado a hacer un programa en el canal de televisión local de su natal Chihuahua, programa de televisión que se llama Los Visitors.
Con el éxito alcanzado en su natal Chihuahua, viajó a la Ciudad de México, en busca de mejores oportunidades y audicionó para muchos programas y cadenas de televisión, pero fue a partir del canal de televisión por cable, Telehit, que recibió su primera oportunidad y en 2001 comenzó el programa Black & White que inicialmente condujo con Arturo Macías, al poco tiempo de la salida de este último del programa, Omar pasaba a personas del público a que estuvieran con él en este programa y ocasionalmente acudían "Perico" y Rafael "Rafita" Balderrama, siendo estos dos últimos los que se quedaron con él en la conducción del programa y también se dieron a conocer nacionalmente sus personajes anteriormente mencionados, lo que aumentó aún mejor la calidad de la producción y con esto la audiencia.
Debido a su talento para hacer diferentes voces y personajes, Omar fue invitado a participar en varios programas de humor y comedia como XHDRBZ (en el sketch "Medicazos de la vida real"), La Hora Pico y La Jaula. En diciembre de 2002, se unió al programa matutino de radio Ya Párate, con Facundo Gómez, Mario "Garra" Cuevas y Tamara Vargas, programa en donde permaneció hasta marzo de 2018. Un año después, en septiembre; Omar se unió a la segunda temporada de la versión para famosos del reality show mexicano Big Brother VIP: México 2, donde permaneció 64 días y obtuvo el 64 % de los votos, convirtiéndose en el primer hombre en ganar un reality show en su natal México.
Su gran éxito por parte del público que tuvo en Black & White junto a sus amigos "Perico" y "Rafita", llevó a Televisa a proponerles un nuevo proyecto en el horario estelar del canal de televisión abierta Canal 5. Es así como Televisa crea para ellos el programa No Manches, siendo estrenado en marzo de 2004 con Omar en la conducción principal. Un programa familiar, con chistes, personajes e invitados musicales, sketches y con invitados internacionales como Robbie Williams, Shakira, Hanson y Thalía, entre muchos otros.
En julio de ese año, Omar viajó a Grecia para cubrir los Juegos Olímpicos, con el equipo de Televisa Deportes, haciendo comedia. En ese año hizo su debut en el cine en la película Puños rosas en el papel de Chuy y también hizo la voz para el personaje de Síndrome en el doblaje en español de la película Los Increíbles.
En 2005, debutó en el teatro con la obra La cena de los idiotas, donde actuó junto con José Elías Moreno y Luis Gatica, entre otros, obteniendo numerosos premios como el mejor nuevo actor. En julio de ese mismo año obtuvo el segundo lugar en el concurso del programa Otro rollo, "Festival Original Cantado y Único", y meses después, ganó el primer lugar en la edición especial del reality show de baile Bailando por un sueño, Bailando por México, obteniendo de nuevo la mayoría absoluta con el 50 % de la votos. Luego, también debutó como empresario, lanzando su propia línea de ropa, bajo el nombre de Bros Club, que estuvo disponible exclusivamente en Sears México en ese momento y meses después, en diciembre, Chaparro abrió su restaurante-bar que lleva este mismo nombre en su natal Chihuahua, además de una productora audiovisual. Actualmente, la línea Bros Club volvió a estar disponible a través de redes sociales. 
En enero de 2006, se unió a la primera temporada del reality show de canto Cantando por un sueño, consiguiendo el quinto lugar en la competencia; y más tarde, junto a su amigo, el también comediante Adrián Uribe condujeron el programa de concursos ¡Buenas Tardes!. En ese mismo año, Omar también fue invitado a participar en algunos episodios de la telenovela La fea más bella y después, viajó de nuevo con el equipo de Televisa Deportes a la Copa Mundial de Alemania 2006, para hacer nuevamente secciones de comedia y por primera vez haciendo dueto con su otro amigo, el también comediante Eugenio Derbez; con quien igualmente trabajó en las transmisiones de los Juegos Olímpicos de Beijing 2008 y la Copa Mundial de Sudáfrica 2010. 
Tres meses después, Omar debutó como showman, la liberación de su propio programa escrito por él mismo, tomando su espectáculo a muchas ciudades de México y Estados Unidos, Omar Chaparro, un Show de Altura, un espectáculo familiar en el que introduce sus famosos personajes, bromas y música, además de hacer el doblaje al español del personaje de la Abuela en la película Hoodwinked (Buza Caperuza, en español). 
En febrero de 2007, fue incluido en el libro conmemorativo de la cadena para celebrar su 50° aniversario, Televisa Presenta. El 15 de mayo de ese año, debutó como actor en la televisión, en la serie de televisión Sexo y Otros Secretos, la versión mexicana de la serie estadounidense Sex and the City y dos meses más tarde, Omar apareció en la edición de verano Piel de Estrellas, de la revista TV y Novelas México.
En junio de 2008, saltó al mundo del doblaje en español latino realizando la voz del personaje de Po: El Guerrero Dragón, protagonista de la película Kung Fu Panda. Tres meses después, Omar fue contratado por Telefutura (hoy UniMás), la estación hermana de Univisión, para reemplazar a Marco Antonio Regil en la conducción del programa de concursos ¿Qué dice la gente? en sus últimos capítulos. 
El 4 de septiembre de 2010, Omar condujo la primera edición de los Premios Kids Choice Awards México del canal Nickelodeon, junto a la cantante Anahí y al mes siguiente, fue conductor y comediante del programa misceláneo de entretención, música y humor Sabadazo, programa que permaneció seis años al aire y en donde compartió conducción con la actriz argentina Cecilia Galliano y la periodista de espectáculos Laura G. En el 2011, Omar vuelve a realizar el doblaje del panda Po en la película Kung Fu Panda 2, donde lloró al grabar la escena final de esta película.
En 2012, vuelve al cine realizando y protagonizando la película cómica y de acción Suave Patria, junto a su amigo Adrián Uribe y al recordado primer actor Héctor Suárez, esta película fue dirigida por Francisco "Panda" Padilla y producida por el propio Omar, bajo el alero de Bros Club. A esto, se suman sus participaciones en otras películas tanto mexicanas y mexicoamericanas como estadounidenses y extranjeras en donde compartió roles con Jaime Camil, Martha Higareda, Mauricio Ochmann, Marimar Vega y el propio Eugenio Derbez. Sus últimas películas que realizó y participó por el momento fueron Unión y Lucha y Un Viaje al Corazón. 
Ese mismo año, actuó en la obra teatral Spamalot con los Hermanos Ortega (Los Mascabrothers), y más tarde, se incursionó en la música, lanzando su primer álbum como cantante titulado El gori gori, el cual hizo a manera de homenaje a las grandes figuras de la cultura musical y humorística mexicana, entre ellos, está el recordado cantante y actor Pedro Infante, una de sus inspiraciones. Al año siguiente, lanzó el único sencillo del disco, «Me querrás cuando me marche»; además de compartir conducción con la cantante y actriz Lucero y la modelo Blanca Soto en la edición 2013 de los Premios Grammy Latinos. 
Dos años después, Omar lanzó su segundo disco y de corte serio Me enamoré de ti, donde incluyen 14 canciones, dos canciones escritas y compuestas por Espinoza Paz, dos covers y además, el propio Omar es coautor de cuatro canciones. Allí se desprenden sus sencillos muy conocidos como «Sigues tan hermosa» (canción dedicada a su esposa Lucy por su aniversario de matrimonio) y la canción del mismo nombre del álbum. Más tarde, lanzó su nuevo sencillo promocional «Aferrado» y también ha grabado duetos con otros artistas. 
En 2015, participó como la voz de Patín Patán en la tercera película de Huevocartoon, Un gallo con muchos huevos, para que en el año siguiente volviera a realizar el doblaje del panda Po en Kung Fu Panda 3. Meses después, abandonaría Televisa para concentrar en su carrera actoral en el cine. 
En 2017, hace la voz de Condorito, en la versión latinoamericana de la película animada chilena homónima, ya que en Chile, lo hace el actor de doblaje Rodrigo Saavedra. Además de actuar en nuevas películas y de realizar una gira de humor con su amigo Adrián Uribe, Imparables, en ese entonces; Omar aclaró en un medio que estaría pensando en protagonizar y producir una película de comedia musical inspirada en Pedro Infante, esta producción se llamaría Como caído del cielo y sería producida por Netflix años más tarde; allí por este trabajo se dio a conocer perfeccionando aún más como actor y cantante. Además condujo las dos versiones de los Premios de la Radio. 
Dos años después, en 2019, Omar volvió a la conducción de televisión, primero animó la versión mexicana del reality show cómico de cocina, ¡Nailed it! México, de Netflix, siendo estrenado en febrero y segundo, el reality musical ¿Quién es la máscara? en su regreso a Televisa después de tres años, este programa es la versión mexicana de los programas The Masked Singer y King of Mask Singer; en este último condujo durante cinco temporadas por el momento, a excepción de la tercera por compromisos ya pactados tanto en el cine como en la música.  
Un año después, Omar condujo la edición 2020 de los Premios Platino en vía streaming; y tres años después, repitió lo mismo en la edición 2023 de estos premios y de manera presencial. Meses después, fue conductor de su late show Tu-Night, transmitido por el canal mexicoamericano Estrella TV y por Star Channel a nivel latinoamericano, el programa tuvo cinco temporadas al aire durante dos años; además de volver a retomar su doblaje, nuevamente, como el panda Po en Kung Fu Panda 4, de participar en sus docurealities para Pantaya, Chaparreando y De Broma en Broma; y de ser parte del elenco de la serie de drama policial para Netflix Las Viudas de los Jueves.  
En cuanto a su carrera como cantante, Omar lanzó su tercer disco y en forma de EP llamado Las locuras mías, en 2023; en este disco se desprenden los éxitos «Tú, sólo tú», «Mentira no es» y los covers «Fue difícil» y la canción homónima, «Las locuras mías».  
En 2023, realizó su nuevo show de comedia y musical Yo soy... Omar Chaparro, en donde repasa sus años de carrera y recuerda a sus personajes que lo dieron a conocer como comediante. Actualmente, realiza con su esposa Lucy Ruiz de la Peña el podcast Escucho borroso y conducen el nuevo programa de citas para Netflix, Love is Blind: México; además de perfeccionar su carrera como actor de cine y de consolidar su faceta de cantante. 
Aparte de ser humorista, cantante, actor y conductor de radio y televisión, Omar es conferencista; y ha hecho conferencias de motivación, satisfacción y superación personal por todo el país y por los Estados Unidos (desde fines del 2018), bajo el nombre de RetOmar, el camino a la felicidad.

## Vida personal
Omar es el hijo varón de una familia humilde en su natal Chihuahua, tiene dos hermanas.
El 25 de agosto de 2001, contrajo matrimonio con su pareja Lucía Ruiz de la Peña, con quien tiene tres hijos. Ellos tienen un sitio web dedicado a la familia llamado Familia al 100, protagonizan el docureality Chaparreando, transmitido por Pantaya (para México) y Disney+ (para Latinoamérica) y producido por su amigo, el también actor y comediante Eugenio Derbez; y animan el dating show de parejas Love is Blind: México, transmitido por Netflix a nivel latinoamericano, además de realizar su podcast para Youtube y Spotify, Escucho borroso. 
Actualmente, residen en la Ciudad de México, capital de su natal México; tras haber vivido durante algunos años en Los Ángeles, California, en los Estados Unidos; sin embargo, él viaja frecuentemente hacia allá para grabar los capítulos de su programa late show Tu-Night.
A comienzos de 2024, Omar recibió con emoción la ciudadanía estadounidense sin dejar definitivamente su nacionalidad mexicana, luego de vivir durante casi cinco años en aquel país por dedicarse a su carrera actoral. 

## Discografía

### Álbumes de estudio
- 2012: El gori gori
- 2014: Me Enamoré de Ti[15]
- 2023: Las locuras mías (EP)

### Sencillos
Como cantante solista
- Me querrás cuando me marche
- Que manera de perder (Amor a primera visa)
- Sigues tan hermosa
- Me enamoré de ti
- Aferrado
- ¿De qué me sirve el cielo? (Como caído del cielo)
- Las locuras mías
- Fue difícil
- Tú sólo tú
- Pa'l agüite
- Carita bonita
- Ni por favor
- El ingenuo

Como artista invitado
- El amor hace milagros (para el Teletón 2006) (con Lucero y varios)
- Sólo dos (con Los Impostores de Durango)
- Sin miedo a nada (con Alma Cero)
- Así somos (con Marco Flores y la Jerez)
- Chavo ruco (Imparables) (con Adrián Uribe)
- Aferrado (Nueva versión) (con Merenglass)
- Hoy más que nunca (con Espinoza Paz y varios)
- ¿De qué me sirve el cielo? (Nueva versión) (con Diego Verdaguer)
- El centro de mi corazón (con Los Socios del Ritmo)
- Buenos días señor sol (Infelices para siempre) (con María León)

### Soundtracks
- 2003: Big Brother VIP 2003
- 2005: Ya Párate
- 2006: Cantando por un Sueño CD + DVD
- 2013: Amor a primera visa
- 2016: Compadres
- 2017: Stuck
- 2018: La boda de Valentina
- 2019: Como caído del cielo
- 2023: Infelices para siempre

### Vídeos musicales
- Maldita suerte y Nuevo amor, de Banda Pequeños Musical
- Besos de amor, de Flex y Ricky Rick
- Porque tú me lo pides, de José Manuel Figueroa
- Por recuperarte, de Los Rojos

## Filmografía

### Cine
| Año  | Película                                        | Papel                                 | Nota                              |
| ---- | ----------------------------------------------- | ------------------------------------- | --------------------------------- |
| 2004 | Puños rosas                                     | Chuy                                  | Debut en el cine                  |
| 2004 | Los Increíbles                                  | Síndrome / Buddy Pine                 | Doblaje                           |
| 2006 | Hoodwinked!                                     | Abuelita                              | Doblaje                           |
| 2008 | Aire                                            |                                       | Cortometraje                      |
| 2008 | Kung Fu Panda                                   | Po, el panda                          | Doblaje                           |
| 2011 | Kung Fu Panda 2                                 | Po, el panda                          | Doblaje                           |
| 2012 | Right of love                                   | Henry                                 | Debut en el cine anglosajón       |
| 2012 | Suave Patria                                    | Óscar Alvídrez                        |                                   |
| 2013 | Amor a primera visa                             | Carlos Nicanor "Canicas" Castro       |                                   |
| 2015 | Super rápidos y mega furiosos                   | Juan Carlos de la Sol                 |                                   |
| 2015 | Un gallo con muchos huevos                      | Patín Patán                           | Doblaje                           |
| 2016 | Kung Fu Panda 3                                 | Po, el panda                          | Doblaje                           |
| 2016 | Guerrero Azteca                                 | Comandante Honey Badger               |                                   |
| 2016 | Compadres                                       | Diego Garza                           |                                   |
| 2016 | No manches Frida                                | Ezequiel "Zequi" Alcántara            |                                   |
| 2017 | Stuck                                           | Ramón                                 |                                   |
| 2017 | How to Be a Latin Lover                         | Mesero                                | Pequeño papel                     |
| 2017 | Condorito: la película                          | Condorito                             | Doblaje (Versión latinoamericana) |
| 2018 | La boda de Valentina                            | Ángel Hernández                       |                                   |
| 2018 | Marcianos vs. mexicanos                         | Rey Marciano                          | Doblaje                           |
| 2018 | Overboard                                       | "Burro"                               |                                   |
| 2018 | Superagente canino                              | Gabriel                               |                                   |
| 2019 | No manches Frida 2                              | Ezequiel "Zequi" Alcántara            |                                   |
| 2019 | Pokémon: Detective Pikachu                      | Sebastián                             |                                   |
| 2019 | Tod@s caen                                      | Adán "Casanova" Fernández             |                                   |
| 2019 | Los Rodríguez y el más allá                     | Agente JJ                             | Debut en el cine español          |
| 2019 | Como caído del cielo                            | Pedro Guadalupe Ramos / Pedro Infante |                                   |
| 2021 | Luca                                            | Tío Ugo                               | Doblaje                           |
| 2022 | ¿Y cómo es él?                                  | Jero                                  |                                   |
| 2022 | Unión y lucha                                   | Raymundo                              |                                   |
| 2022 | Anmésico                                        | Eddie                                 |                                   |
| 2024 | A través de mi ventana 3: A través de tu mirada | Carlos                                |                                   |
| 2024 | Kung Fu Panda 4                                 | Po, el Panda                          | Doblaje                           |
| 2024 | Un viaje al corazón                             | Julián Álvarez                        |                                   |
| 2025 | Batman Azteca: Choque de imperios               | Yoka-El Guasón                        |                                   |

### Televisión
| Año                    | Programa              | Notas                                         |
| ---------------------- | --------------------- | --------------------------------------------- |
| 1998-2000              | Los visitors          | Conductor/Comediante                          |
| 2001-2003              | Black & White         | Comediante/Conductor (desde mediados de 2001) |
| 2004-2006              | No manches            | Conductor/Comediante                          |
| 2006                   | Buenas tardes         | Conductor/Comediante                          |
| 2008                   | ¿Qué dice la gente?   | Conductor                                     |
| 2009-2010              | Los diez primeros     | Conductor/Comediante                          |
| 2010-2016              | Sabadazo              | Conductor/Comediante                          |
| 2019-2020              | ¡Nailed it! México    | Conductor                                     |
| 2019-20; 2022-presente | ¿Quién es la máscara? | Conductor                                     |
| 2020-2022              | Tu-Night              | Conductor                                     |
| 2025                   | Acapulco              |                                               |

### Radio
| Año       | Programa       | Notas     |
| --------- | -------------- | --------- |
| 1994-1999 | Los Visitantes | Conductor |
| 2002-2018 | Ya Párate      | Conductor |

### Realities shows
| Año  | Reality                                                         | Puesto                         |
| ---- | --------------------------------------------------------------- | ------------------------------ |
| 2003 | Big Brother VIP: México 2                                       | Ganador                        |
| 2005 | Festival Original, Cantado y Único (Sección de Otro rollo)      | Segundo lugar                  |
| 2005 | Bailando por México (Edición especial de Bailando por un sueño) | Primer lugar                   |
| 2005 | Bailando por el Teletón                                         | Segundo lugar                  |
| 2005 | Guerra de Villancicos                                           | Segundo lugar                  |
| 2006 | Cantando por un sueño                                           | Quinto lugar                   |
| 2009 | Hazme reír y serás millonario                                   | Primer lugar (Copa Chespirito) |

### Apariciones en televisión
| Año  | Telenovela/Serie/Programa                                             |
| ---- | --------------------------------------------------------------------- |
| 2002 | Salón 21 Concierto OV7                                                |
| 2003 | XHDRBZ                                                                |
| 2003 | La hora pico                                                          |
| 2003 | La Jaula                                                              |
| 2003 | La familia P.Luche                                                    |
| 2003 | No te hagas wey con el Teletón                                        |
| 2004 | Juegos Olímpicos de Verano de Atenas                                  |
| 2004 | Premios Oye                                                           |
| 2004 | Rebelde                                                               |
| 2004 | No te Hagas wey con el Teletón                                        |
| 2004 | Teletón                                                               |
| 2005 | Celebremos México                                                     |
| 2006 | La fea más bella                                                      |
| 2006 | La Jalada del Mundial/Alimañas (Copa Mundial Alemania 2006)           |
| 2006 | Plaza Sésamo                                                          |
| 2006 | El Juicio del Teletón                                                 |
| 2006 | Teletón 2006                                                          |
| 2006 | Una bella Navidad para la fea (Especial navideño de La fea más bella) |
| 2007 | Sexos y otros secretos                                                |
| 2007 | Premios TVyNovelas 2007                                               |
| 2008 | Panda jadas olímpicas (Juegos Olímpicos Bejjing 2008)                 |
| 2010 | Las manadas de Derbez y Chaparro (Copa Mundial Sudáfrica 2010)        |
| 2010 | Kids Choice Awards México 2010                                        |
| 2013 | Premios Grammy Latinos 2013                                           |
| 2014 | Teletón 2014                                                          |
| 2015 | Sábado gigante                                                        |
| 2016 | Premios TVyNovelas 2016                                               |
| 2016 | Fiesta Mexicana 2016                                                  |
| 2017 | Premios TVyNovelas 2017                                               |
| 2017 | Premios de la Radio 2017                                              |
| 2018 | Premios de la Radio 2018                                              |
| 2019 | Premios Platino 2019                                                  |
| 2020 | Premios Platino 2020                                                  |
| 2020 | Premios TVyNovelas 2020                                               |
| 2022 | Premios Platino 2022                                                  |
| 2022 | Premios Tu Música Urbano                                              |
| 2022 | Liga MX: Balón de Oro, Campeón de campeones                           |

### Teatro
| Año        | Obra                   | Papel                   |
| ---------- | ---------------------- | ----------------------- |
| 2005       | La cena de los idiotas | Agustín Morán, "Idiota" |
| 2012, 2025 | Spamalot               | Sir Robin               |

### Giras de humor
- Omar Chaparro, un show de altura (2005-2015)
- Imparables (con Adrián Uribe) (2016-2018)
- Yo soy... Omar Chaparro (2023-presente)

## Imagen y productos
- 2004: Pepsi
- 2005: Sabritas
- 2005: Embarrados (Canal 5)
- 2005: IFE (hoy INE)
- 2006: Helados Holanda
- 2006: Canal de las Estrellas
- 2006: De Tarjeta (40 Principales)
- 2006: Campaña México es de Todos
- 2007: Pedro, tú eres la estrella: Homenaje a Pedro Infante
- 2010: Nissin Tayariniss
- 2016: Heatwave
- 2017: Walmart México
- 2018: Pantaya
- 2019: Netflix México
- 2022: Sotol Hacienda de Chihuahua
- 2023: Mercado Libre México y Mercado Pago México

## Premios y nominaciones
| Año  | Premiación                                               | Categoría                      | Trabajo                         | Resultado |
| ---- | -------------------------------------------------------- | ------------------------------ | ------------------------------- | --------- |
| 2006 | Premio Nacional de Locución                              | Trayectoria como conductor     | Él mismo                        | Ganador   |
| 2009 | Premios Tomate y Novelas (Hazme reír y serás millonario) | Mejor Protagonista Masculino   | Telenovela "Corazón partío"     | Ganador   |
| 2011 | Kids Choice Awards México                                | Conductor Favorito             | Sabadazo                        | Nominado  |
| 2012 | Kids Choice Awards México                                | Actor de Doblaje Favorito      | Po, el Panda en Kung Fu Panda 2 | Ganador   |
| 2019 | Premios Canacine                                         | Actor favorito del público     | No manches Frida 2              | Ganador   |
| 2020 | Premios Produ                                            | Mejor Conductor de Televisión  | ¿Quién es la máscara?           | Ganador   |
| 2022 | Premios Juventud                                         | Mejor fusión regional mexicana | Las locuras mías                | Nominado  |